# دون رودس
دون رودس (بالإنجليزية: Don Rhodes)‏ هو لاعب كرة قدم أمريكية أمريكي، (ولد في Hollidaysburg, Pennsylvania ‏ في الولايات المتحدة 1909 – 1968 م).

## وصلات خارجية
- دون رودس على موقع مرجع كرة القدم المحترفة.كوم (الإنجليزية)